# Izaak Laskarys
Izaak Laskarys (gr. Ισαάκιος Λάσκαρις) – brat cesarza nicejskiego Teodora I Laskarysa.
Był jednym z co najmniej sześciu braci Teodora I Laskarysa. Nosił tytuł sebastokratora. Po bezpotomnej śmierci Teodora Izaak był niezadowolony z przejęcia władzy przez Jana III Dukasa Watatzesa. Wraz z innym bratem Aleksym Laskarysem uciekł do Cesarstwa Łacińskiego. Oabja zabrali ze sobą córkę Teodora I - Eudokię. chcieli zaaranżować małżeństwo pomiędzy Eudokią a cesarzem łacińskim Robertem z Courtenay. W 1224 obaj bracia stanęli na czele armii łacińskiej, która zaatakowała armię nicejską w bitwie pod Poimanenon. Obaj dostali się do niewoli i niebawem zostali oślepieni.